# 팀빗
팀빗(영어: timbit)은 작은 도넛이다. 캐나다 퀘벡 지방의 전통적인 도넛이며, 원래는 링 모양 도넛의 가운데서 떼낸 반죽으로 빚어 만들었다. 그래서 "도넛 구멍"이라는 뜻의 트루 드 베뉴(프랑스어: trou de beigne)나 도넛 홀(영어: doughnut hole)로 불리기도 한다. "팀빗"은 원래 캐나다의 커피와 도넛 체인인 팀홀튼에서 판매하는 도넛의 제품명이며, 비슷한 도넛 제품으로는 던킨 도너츠의 먼치킨(영어: munchkin)이 있다.

## 같이 보기
- 아침 식사 목록
- 팀홀튼